# Alida (Saskatchewan)
Alida es un pueblo canadiense situado en la provincia de Saskatchewan.

## Superficie
Alida tiene una superficie de 0,38 km².

## Demografía
En 2021, tenía 103 habitantes, una densidad poblacional de 272 hab./km², y 74 viviendas.